# Austrotrechus
Austrotrechus is een geslacht van kevers uit de familie van de loopkevers (Carabidae). De wetenschappelijke naam van het geslacht is voor het eerst geldig gepubliceerd in 1972 door Moore.

## Soorten
Het geslacht Austrotrechus omvat de volgende soorten:
- Austrotrechus contortus Moore, 1972
- Austrotrechus kosciuskoanus (Sloane, 1923)